# Aslaug
Aslaug, també anomenada Aslög, Kráka o Kraba, fou una reina viking d'Escandinàvia que apareix en la saga Völsunga, la saga de Ragnar Lodbrok i l'Edda de l'skald islandès Snorri Sturluson.

## La llegenda
Segons la saga de Ragnar Lodbrok Aslaug era filla del llegendari Sigurd, matador de dracs, i la skjaldmö Brunilda, però va créixer al costat del seu pare adoptiu Heimer, pare de Brunilda. A la mort de Sigurd i Brunilda, Heimer es va veure en la responsabilitat de vetllar per la seguretat de la petita i va fer construir una arpa prou gran com per amagar la nena a l'interior. Així van estar tots dos viatjant, ell com un pobre músic d'arpa itinerant amb Aslaug dins l'instrument.

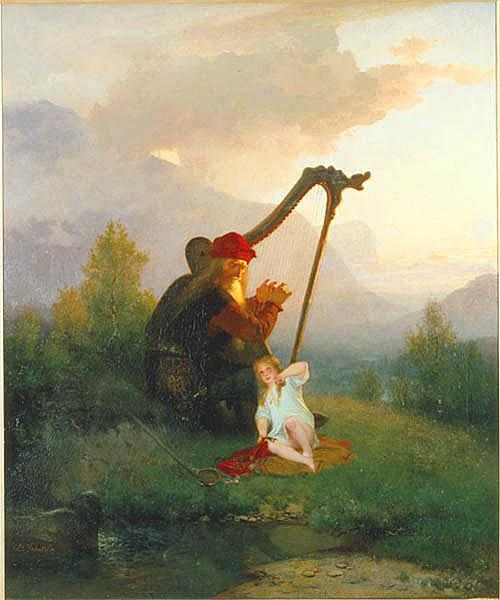
El rei Heimer i Aslaug

Tots dos van arribar a Spangereid, a Lindesnes, on van passar la nit a casa dels camperols Åke i Grima. Åke va sospitar que l'arpa contenia articles valuosos i ho va dir a la seva dona, Grima. Instigat per ella, va assassinar Heimer mentre dormia. Però quan van obrir l'arpa, van descobrir-hi una nena, que van criar com a pròpia i l'anomenaren Kraka ('corb'). Per tal d'amagar el seu origen noble i la seva bellesa, la van fregar en quitrà i la van vestir amb una caputxa llarga.
Un dia, mentre s'estava banyant, la van veure uns homes del llegendari rei Ragnar Lodbrok, que eren a prop coent pa. Confosos per la bellesa de Kraka, van deixar cremar el pa i quan Ragnar va demanar explicacions, li van parlar de la noia. Ragnar va manar que la portessin, "vestida i sense roba, havent menjat i en dejuni, acompanyada i sola". Kraka es va presentar embolicada amb una xarxa, menjant una ceba i acompanyada d'un gos. Ragnar va quedar impressionat per la seva bellesa i saviesa, i s'hi va casar; tots dos van tenir quatre fills: Ivar, Hvitserk, Ubba i Sigurd.
Quan Ragnar va visitar el virrei Eysteinn Beli de Suècia, aquest el va persuadir de rebutjar Kraka i casar-se amb la princesa sueca Ingeborg. A la tornada a casa, tres ocells havien informat Kraka dels plans de Ragnar, li va retreure la seva gosadia i li revelaren el seu noble origen. Per provar que era la filla de Sigurd, el que va matar Fafnir, li va dir que donaria a llum un nen que tindria una serp en un ull; aquest fill va ser Sigurd, «el de la serp en l'ull». Quan Östen va saber del canvi d'opinió de Ragnar, es va rebel·lar, però va morir en el camp de batalla contra els fills de Kraka.
Ragnar va ser capturat pels angles durant una expedició viking a Northúmbria, a Anglaterra, segons la llegenda per no haver fet cas dels avisos de Kraka sobre el mal estat de la seva flota. Ragnar va ser llançat a un fossat de serps verinoses, però com usava una malla màgica que Kraka li havia fabricat, no va patir cap dany. Només quan li van llevar la malla, Ragnar va morir per les mossegades de les serps.
En la Hálfdanar saga Eysteinssonar apareix la seva neta Aslaug, filla de Sigurd Ragnarsson, amb el mateix nom que la seva àvia (Aslaug Sigurdardottir, ço és, Aslaug Filla de Sigurd), que es va casar amb Helgi el Temerari de Ringerike. En la Ragnars saga loðbrókar i en Ragnarssona þáttr, Aslaug i els seus fills Björn i Hvitsärk, mentre estaven a Selàndia, Dinamarca, es van assabentar de la mort dels seus germans Eric i Agnar a mans d'Eysteinn Beli i com a skjaldmö sota el nom de guerra «Randalin», va cavalcar per terra amb el seu exèrcit per batallar amb els suecs, mentre els seus fills ho feien per mar amb la seva flota.